# Иннокентьевский (Хабаровский край)
Инноке́нтьевский — посёлок в Хабаровском крае России. Относится к межселенной территории Советско-Гаванского района.

## География
Расположен на берегу Татарского пролива.

## История
С 1932 по 1969 год имел статус посёлка городского типа.
11 февраля 1982 года. Решением Хабаровского крайисполкома № 99 Гроссевичский и Иннокентьевский сельские Советы объединены в один Иннокентьевский сельский Совет.
22 октября 1984 года. Решением Хабаровского крайисполкома № 602 в Советско-Гаванском районе упразднён Иннокентьевский сельский Совет.

## Население
| 1939 | 1959  | 2002 | 2010 | 2011 | 2012 | 2021 |
| ---- | ----- | ---- | ---- | ---- | ---- | ---- |
| 1300 | ↘1154 | ↘11  | ↘5   | →5   | →5   | ↘0   |